# 잉글리시스코어
잉글리시스코어(EnglishScore)는 영국 문화원이 주관하는 영어 시험으로, 모바일 응용 소프트웨어를 통해 시험을 진행한다. 유럽 언어 공통 기준에 부합한다. 대한민국에는 2022년에 도입되었다.

## 활용 현황
대한민국의 경우, 경희대학교의 신입생 대상 레벨 테스트로 활용되고 있다.

## 같이 보기
- G-TELP
- OPIc
- TEPS
- TOEFL
- TOEIC